# Ізяслав Глібович (князь курський)
Ізясла́в Глі́бович (? — 14 травня 1134) — руський князь з роду Ольговичів, династії Рюриковичів. Син курського князя Гліба Ольговича. Про нього відомо лише те, що він помер 14 травня 1134 року.